# Ahmet Necdet Sezer
Ahmet Necdet Sezer (nascut el 13 de setembre del 1941 a Afyonkarahisar) va ser el desè president de Turquia. La Gran Assemblea Nacional de Turquia va elegir Sezer l'any 2000 després que el termini de set anys de Süleyman Demirel expirés. Va ser succeït per Abdullah Gül.

## Els començaments
Després d'acabar els seus estudis a l'Institut d'Afyonkarahisar el 1958, es va graduar a la Facultat de Dret de la Universitat d'Ankara el 1962 i va començar la seva carrera com a jutge a Ankara. Després del seu servei militar a l'Acadèmia Militar, va servir primer com a jutge a Dicle i Yerköy, i més tard es convertia en un jutge supervisor en la Cort Suprema de la República de Turquia, a Ankara. El 1978 va obtenir un Màster en Dret Civil a la Facultat de Dret de la Universitat d'Ankara.

## President del Tribunal Constitucional
El 7 de març de 1983, Sezer fou elegit membre de la Cort Suprema de la República de Turquia. Com que era un membre del segon tribunal en importància a Turquia, va ser nominat per l'assemblea plenària de la Cort Suprema, entre els tres candidats que hi havia, com a membre del Tribunal Constitucional de Turquia. El 27 de setembre de 1988, va ser designat pel President Kenan Evren com a membre del Tribunal Constitucional. El 6 de gener de 1998, Ahmet Necdet Sezer fou elegit Magistrat-President del Tribunal Constitucional.

## Presidència (2000-2007)

La insígnia presidencial de Turquia

Va ser elegit president el maig del 2000, convertint-se així en el primer cap d'estat de Turquia provinent de la carrera judicial. Jurava el càrrec el 16 de maig del 2000, per un període de set anys, fins al 16 de maig del 2007, però com que la Gran Assemblea Nacional de Turquia no va reeixir a nomenar un nou president fins al 28 d'agost del 2007, va continuar exercint el càrrer pro tempore (la Constitució de Turquia manifesta que el termini de mandat d'un President s'estén fins que sigui elegit el seu successor).
El 21 de febrer, de 2001, durant una baralla en una reunió de Consell de Seguretat Nacional, va llançar el llibre de codi constitucional al primer ministre Bülent Ecevit. Segons alguns cercles, aquesta baralla seria la raó òbvia principal del "Dimecres negre", una important crisi econòmica. Altres afirmen, però, que les reformes ràpides per a les negociacions d'adhesió amb la Unió Europea i els forts lligams amb l'FMI és allò que va provocar la crisi del "dimecres Negre".
Sezer era un defensor ferm de secularisme, la qual cosa era un motiu de conflicte entre ell i el governant AKP en molts assumptes. En moltes ocasions, va manifestar obertament que el règim secular a Turquia estava sota amenaça però mai no donava raons específiques. Creu que Islam no exigeix que les dones portin hijab. Sezer anava més lluny i volia fins i tot excloure de recepcions oficials al Palau Presidencial a les mullers dels legisladors que portessin el hijab.
Durant la seva presidència ha perdonat a 260 criminals convictes, 202 dels quals eren militants esquerrans. Aquest tipus de perdó pot ser demanat directament pel pres o el seu representant legal, però no és necessària cap referència política o de judicial. Algunes organitzacions han utilitzat tals perdons per criticar la presidència de Sezer. D'altra banda, Sezer també va promulgar noves i dures lleis per castigar aquells que estan relacionats amb el terrorisme.